# Великий разгул
Великий разгул или Большой кутёж (англ. The Great Binge) — это неологизм XXI века, придуманный историком-любителем Градусом Протусом ван ден Бельтом, который характеризует исторический период, охватывающий примерно 1870—1914 годы. Этот период известен широким использованием и доступностью таких наркотиков, как опиум, героин, кокаин, морфин, марихуана и абсент. В это время они были широко доступны и невероятно популярны среди мужчин и женщин различных социальных слоёв во многих частях мира. Они продавались как взрослым, так и детям и часто включались в патентованные лекарства, такие как сиропы от кашля, обезболивающие и лекарства от астмы. Их вводили детям и женщинам с менструальными спазмами и включали в пищу и напитки, такие как кока-кола. Литературные персонажи, такие как Шерлок Холмс, изображались принимающими морфин и кокаин — так, Холмс имел склонность к инъекциям 7%-го раствора кокаина — хотя только при отсутствии адекватной психической стимуляции.
Период закончился серией законов, регулирующих наркотические средства в различных странах и на международном уровне. Международная конвенция по опиуму, подписанная в Гааге в 1912 году 11 странами и вступившая в силу в 1915 году, стала первым шагом по международному всеобъемлющему контролю над наркотиками и вдохновила национальные законы о контроле над наркотиками, такие как Закон Харрисона о налоге на наркотики в США.
Термин «Великий разгул» стал применяться относительно недавно. Так, его использовал британский автор и комик Стивен Фрай, говоря о США XIX века в своих мемуарах «Дури ещё хватает», а также историк Николас Сондерс в своей работе «Мак: история конфликта, потери, воспоминания и воздаяния».